# Microdesmis caseariifolia
Microdesmis caseariifolia är en tvåhjärtbladig växtart som beskrevs av Jules Émile Planchon och William Jackson Hooker. Microdesmis caseariifolia ingår i släktet Microdesmis och familjen Pandaceae. Inga underarter finns listade i Catalogue of Life.